# Валент Фессалоникийский
Вале́нт (лат. Valens, полная форма имени неизвестна; ум. ок. 261 г.) — римский император, один из числа «Тридцати тиранов».
Сведений об этом человеке сохранилось крайне мало. Известно, что он был наместником провинции Ахея и, возможно, Македонии при императоре Галлиене. Когда узурпаторы Макрианы направлялись на Запад для борьбы с Галлиеном (около 261 года), им пришлось иметь дело с лояльными императору людьми — в частности, Валентом. Как сообщает «История Августов», Макриан Старший послал против Валента некого Пизона (большинство современных исследователей склоняются к выводу, что последний — вымышленная личность). В ответ войска, которыми командовал Валент, провозгласили его императором (также примерно в 261 году). Произошло это либо в Македонии, либо в Фессалониках (так как Аммиан Марцеллин называет Валента «Фессалоникийским», хотя «История Августов» переносит это прозвище на Пизона). «История Августов» сообщает, что Валент отправил убийц к Пизону, которые устранили этого соперника. Однако вскоре сам Валент был убит собственными солдатами из-за неизвестных причин. Также неизвестно, что двигало Валентом при его узурпации — вынужденная необходимость или надежды на получение власти. Нумизматических свидетельств его правления пока не обнаружено.
Возможно, он был племянником или внучатым племянником Валента Старшего, судьба которого во многом сходна с его судьбой.